# Mayflower (personaggio)
Mayflower è una supereroina immaginaria dell'Universo DC. Comparve per la prima volta in Batman and the Outsiders Annual n. 1 (1984).

## Biografia del personaggio
Mayflower è un membro della Force of July, un gruppo di supereroi finanziato dal governo degli Stati Uniti. Possiede il potere di controllare e far crescere la vita delle piante ad una velocità impressionante, animando le vite per catturare o intrappolare i suoi avversari. Mayflower indossa un costume simile a quelli dei pellegrini dell'America colonialista, insieme ad un lungo mantello marrone, ma senza cappello. Per di più, Mayflower parla con un forte accento britannico.
Mayflower è la figlia di Rose Canton, la super criminale Thorn della Golden Age, vecchia nemica del Flash originale. Questo fa di lei la sorellastra di Jade ed Obsidian. Non è chiaro se sapesse che i due gemelli fossero i suoi fratellastri. Non si sa, però, chi sia suo padre.
Mayflower morì durante gli eventi della Janus Directive, vittima della necessità di Amanda Waller di dimostrare che fu rimpiazzata da un suo doppione sub-obbediente. In un confronto violento, la Suicide Squad attaccò la Force nel suo quartier generale. Altri furono uccisi, incluso il suo compagno di squadra Sparkler. Mayflower fu uccisa da Ravan, membro della Suicide Squad.

## Poteri e abilità
Mayflower può controllare la vita di tutte le piante, facendole crescere e muovere a volontà, e può secernere estratti di tossine per uccidere o controllare mentalmente i suoi avversari.